# Murmanszk
Murmanszk (oroszul: Мурманск, finnül: Muurmanni, északi számiul Murmanska, kolta számi nyelven Muurman) kikötőváros Oroszország legészaknyugatibb területén, a Kola-öbölben, a Kola-félsziget északi partján, Moszkvától 1967, a Barents-tengertől 12 kilométerre, a norvég és a finn határ közelében.
Lakossága: 307 257 fő (a 2010. évi népszámláláskor).
A Murmanszki terület közigazgatási központja, fontos haditengerészeti bázis. A meleg Észak-atlanti-áramlatnak köszönhetően kikötője egész évben jégmentes.

## Történelem

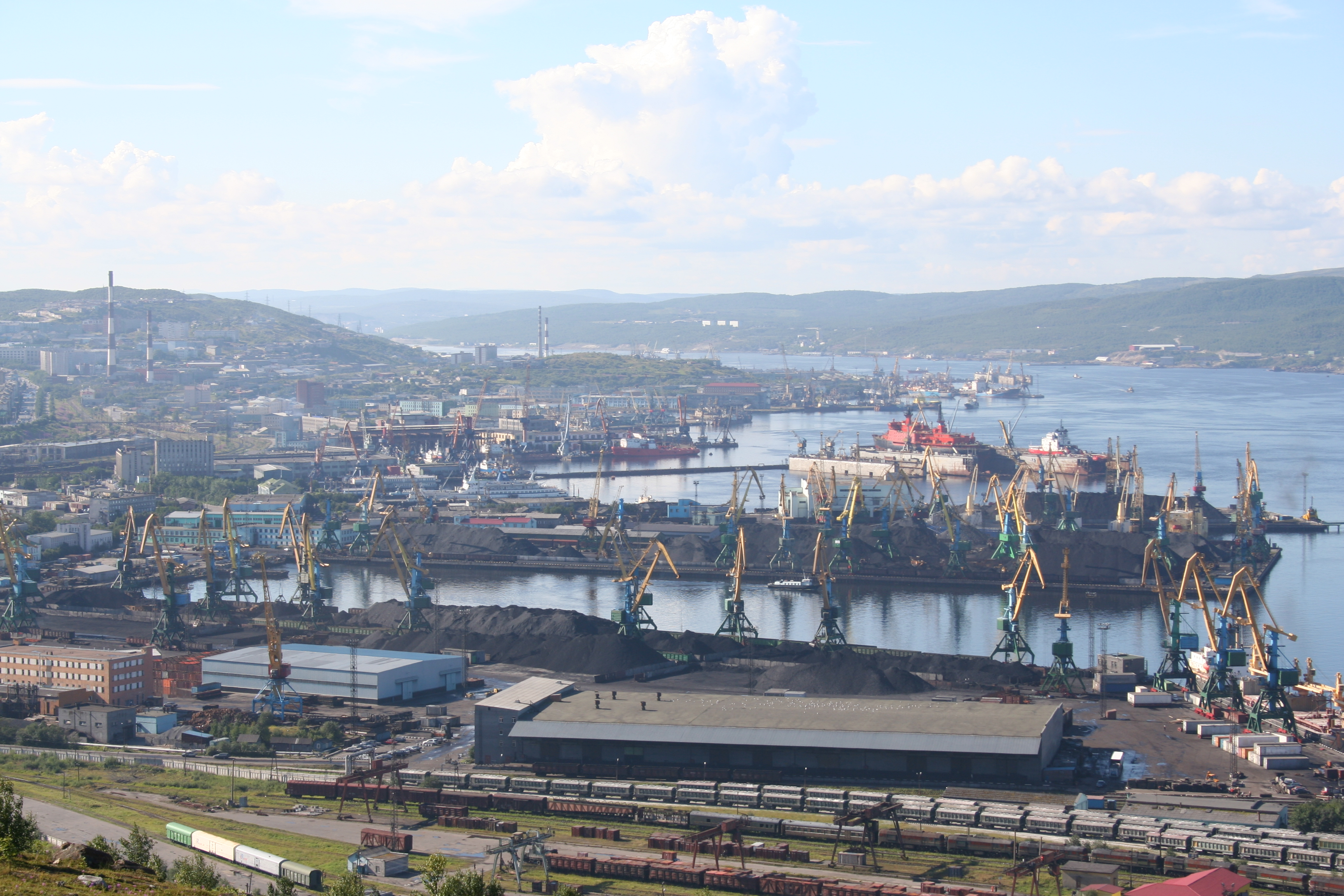
A murmanszki kikötő

A várost 1916. szeptember 21-én alapították Romanov-na-Murmanye néven, – az itt épült Szemjonovszkij falu átnevezésével és városi rangra emelésével – amikor a kolai vasútvonal épült. Nevét részben a Romanov uralkodódinasztiáról kapta. Murman a Barents-tenger és a norvégok óorosz neve, amely valószínűleg a „normann” szóból származik, de egy másik etimológia szerint a számi (lapp) nyelvekből is származhat. A város neve az 1917-es forradalom után lett Murmanszk.
1918 és 1920 közt az első világháború szövetséges hatalmai, illetve az orosz fehérek tartották megszállva.
A második világháború idején Murmanszk fontos, nagy katonai jelentőségű összekötő híd volt a nyugati szövetséges hatalmak és a Szovjetunió között. Óriási áruforgalmat bonyolított: a kikötőn keresztül elsősorban feldolgozott áruk érkeztek és nyersanyagok távoztak a sarki konvojokkal.
1941-ben a német hadsereg támadást intézett a város ellen. Murmanszk hatalmas pusztítást szenvedett el, amelynél nagyobbat az orosz városok közül csak Sztálingrád élt át. A védők elkeseredett küzdelme azonban megakadályozta a város elfoglalását és az oroszok számára létfontosságú karéliai összekötő vasútvonal elvágását. 1985. május 6-án ezt a Szovjetunió a Hős Város cím Murmanszknak adományozásával ismerte el. A harc emlékére emelték a kikötőnél Aljosa monumentális szobrát, amely második világháborús szovjet katonát ábrázol. Murmanszk a háború végéig hadianyagok és egyéb utánpótlás fogadására szolgált.
A hidegháború idején Murmanszk a szovjet tengeralattjárók fő támaszpontja volt. A Szovjetunió felbomlása óta az orosz Északi Flotta és az Atomflot atomjégtörőinek fő kikötője.
A város alapításának 85. évfordulójára építették a Vlagyimir és Szuzdal fehér templomait mintázó tengeri megmentő templomát a tengerészek számára a parton.
A murmanszki vasútállomás Európa és egyben a világ legészakibb személyforgalmat bonyolító vasútállomása. A világon ténylegesen legészakabbra lévő vasútállomás a Murmanszktól kb. 100 kilométerre északnyugatra fekvő Pecsenga kisváros állomása, de ott személyforgalom nincsen.

## Éghajlata
| Hónap                                        | Jan.  | Feb.  | Már.  | Ápr.  | Máj.  | Jún. | Júl. | Aug. | Szep. | Okt.  | Nov.  | Dec.  | Év    |
| -------------------------------------------- | ----- | ----- | ----- | ----- | ----- | ---- | ---- | ---- | ----- | ----- | ----- | ----- | ----- |
| Rekord max. hőmérséklet (°C)                 | 7,0   | 6,6   | 9,0   | 17,6  | 29,4  | 30,8 | 32,9 | 30,2 | 24,2  | 15,0  | 9,6   | 7,2   | 32,9  |
| Átlagos max. hőmérséklet (°C)                | −7,0  | −6,7  | −2,4  | 2,6   | 7,6   | 13,6 | 17,3 | 14,9 | 10,0  | 3,6   | −2,4  | −5,3  | 3,9   |
| Átlagos min. hőmérséklet (°C)                | −13,2 | −12,8 | −8,6  | −3,8  | 1,1   | 5,7  | 9,2  | 8,0  | 4,5   | −0,4  | −7,1  | −11,2 | −2,3  |
| Rekord min. hőmérséklet (°C)                 | −39,4 | −38,6 | −32,6 | −21,7 | −10,4 | −2,5 | 1,7  | −2,0 | −5,4  | −21,2 | −30,5 | −35,0 | −39,4 |
| Átl. csapadékmennyiség (mm)                  | 30    | 22    | 23    | 24    | 36    | 53   | 70   | 61   | 52    | 51    | 38    | 34    | 494   |
| Havi napsütéses órák száma                   | 3     | 33    | 122   | 182   | 192   | 228  | 236  | 154  | 89    | 47    | 7     | 0     | 1293  |
| Forrás: Pogoda.ru.net, NOAA (sun, 1961–1990) |       |       |       |       |       |      |      |      |       |       |       |       |       |

| A tengervíz hőmérséklete °C | A tengervíz hőmérséklete °C | A tengervíz hőmérséklete °C | A tengervíz hőmérséklete °C | A tengervíz hőmérséklete °C | A tengervíz hőmérséklete °C | A tengervíz hőmérséklete °C | A tengervíz hőmérséklete °C | A tengervíz hőmérséklete °C | A tengervíz hőmérséklete °C | A tengervíz hőmérséklete °C | A tengervíz hőmérséklete °C | A tengervíz hőmérséklete °C | A tengervíz hőmérséklete °C |
| Jan                         | Feb                         | Már                         | Ápr                         | Máj                         | Jún                         | Júl                         | Aug                         | Sze                         | Okt                         | Nov                         | Dec                         |                             |                             |
| --------------------------- | --------------------------- | --------------------------- | --------------------------- | --------------------------- | --------------------------- | --------------------------- | --------------------------- | --------------------------- | --------------------------- | --------------------------- | --------------------------- | --------------------------- | --------------------------- |
| 3.4                         | 2.5                         | 1.9                         | 2.2                         | 3.9                         | 7.1                         | 10.5                        | 10.9                        | 9                           | 7                           | 5.3                         | 4.6                         |                             |                             |
| Forrás: Pogoda              |                             |                             |                             |                             |                             |                             |                             |                             |                             |                             |                             |                             |                             |

## Híres emberek
- Itt született Jevgenyij Viktorovics Petrocsinyin (1976–) orosz jégkorongozó.
- Itt született Razvaljajeva Anasztázia Dmitrijevna (1986–) orosz származású magyar hárfaművész.
- Itt született Zlata Ohnevics (1986–)– Ukrajna indulója a 2013-as Eurovíziós Dalfesztiválon.
- Itt született Valentyina Jevgenyjevna Gunyina (1989–) orosz sakkozó.

## Testvérvárosok
- Akureyri, Izland
- Vadsø, Norvégia
- Tromsø, Norvégia
- Groningen, Hollandia
- Jacksonville, Amerikai Egyesült Államok
- Luleå, Svédország
- Rovaniemi, Finnország
- Szczecin, Lengyelország